# Färöische Fußballmeisterschaft 1994
Die Färöische Fußballmeisterschaft 1994 wurde in der 1. Deild genannten ersten färöischen Liga ausgetragen und war insgesamt die 52. Saison. Sie startete am 24. April 1994 und endete am 25. September 1994.
Aufsteiger NSÍ Runavík kehrte nach einem Jahr in die höchste Spielklasse zurück, EB/Streymur war der 19. Teilnehmer dieser nach Einführung des Ligaspielbetriebs 1947. Meister wurde Titelverteidiger GÍ Gøta, die den Titel somit zum vierten Mal erringen konnten. Absteigen mussten hingegen ÍF Fuglafjørður nach zwei Jahren und EB/Streymur nach einem Jahr Erstklassigkeit.
Im Vergleich zur Vorsaison verbesserte sich die Torquote auf 3,54 pro Spiel, was den höchsten Schnitt seit 1979 bedeutete. Den höchsten Sieg erzielte GÍ Gøta mit einem 9:0 im Heimspiel gegen EB/Streymur am 15. Spieltag. Das torreichste Spiel gab es zwischen KÍ Klaksvík und EB/Streymur am elften Spieltag mit einem 8:2.

## Modus
In der 1. Deild spielte jede Mannschaft an 18 Spieltagen jeweils zwei Mal gegen jede andere. Die punktbeste Mannschaft zu Saisonende stand als Meister dieser Liga fest, die letzten beiden Mannschaften stiegen in die 2. Deild ab. Bei den Europapokalplätzen fiel ein Qualifikationsplatz zum UEFA-Pokal zugunsten eines Startplatzes beim UI-Cup weg.

## Saisonverlauf

### Meisterschaftsentscheidung
GÍ Gøta setzte sich zu Beginn durch zwei Siege an die Spitze. Nach dem 0:1 bei HB Tórshavn am dritten Spieltag übernahm B71 Sandur durch ein 0:0 bei B68 Toftir die Führung, musste sie aber schon am Spieltag darauf durch eine 1:2-Heimniederlage gegen HB Tórshavn wieder abgeben. Neuer Spitzenreiter nach drei Siegen und einem Unentschieden war B36 Tórshavn, doch erneut war es der Lokalrivale HB, die durch einen 3:1-Auswärtssieg am sechsten Spieltag den Tabellenführer stürzten. Diese lagen nun punktgleich mit GÍ Gøta auf und nur aufgrund der schlechteren Tordifferenz auf Platz zwei. Am neunten Spieltag stand HB erstmals auf Platz eins, nachdem GÍ zu Hause mit 0:3 gegen KÍ Klaksvík verlor, doch schon am nächsten Spieltag änderte sich dies wieder. HB kam zu Hause nicht über ein 0:0 gegen B68 Toftir hinaus, so dass B71 Sandur die Spitze erklomm. Aufgrund deren 2:3-Auswärtsniederlage gegen TB Tvøroyri stand am elften Spieltag wieder HB ganz vorne, das Duell gegen den direkten Verfolger GÍ Gøta wurde am folgenden Spieltag jedoch mit 1:4 auf des Gegners Platz verloren, so dass nun GÍ wieder den ersten Platz hielt. Die nächsten fünf Spiele wurden ebenfalls gewonnen, HB tat es ihnen jedoch gleich. So fiel die Entscheidung um die Meisterschaft erst am letzten Spieltag. GÍ Gøta benötigte aufgrund der viel besseren Tordifferenz noch einen Punkt zum sicheren Titel und holte diesen mit einem 1:1 bei KÍ Klaksvík, so dass der 2:0-Sieg von HB Tórshavn bei TB Tvøroyri nichts mehr daran ändern konnte. Der Ausgleich für GÍ wurde jedoch erst in der 89. Minute erzielt, nachdem KÍ in der 51. Minute die Führung erzielte. HB schoss währenddessen bereits in der ersten Hälfte beide Tore.

### Abstiegskampf
EB/Streymur rutschte bereits am dritten Spieltag in die Abstiegszone, in den ersten drei Spielen wurde nur ein einziger Punkt gewonnen. Auch die nächsten Spiele liefen nicht erfolgreicher, bis einschließlich des 14. Spieltages sprangen nur zwei weitere Unentschieden heraus. Durch die 0:3-Niederlage gegen HB Tórshavn war der Abstieg somit besiegelt. Erst am vorletzten Spieltag wurde mit dem 2:1 gegen NSÍ Runavík erstmals ein Sieg eingefahren.
Lange Zeit befand sich auch TB Tvøroyri im Tabellenkeller. Der erste Sieg gelang zwar am dritten Spieltag mit einem 4:1 gegen EB/Streymur, durch eine Reihe von Niederlagen gelang jedoch kein richtiger Befreiungsschlag. Erst nach dem 3:2-Sieg im Heimspiel gegen B71 Sandur am elften Spieltag verließ TB die Abstiegszone und kletterte auf Rang sieben. Bis zum Saisonende pendelte die Mannschaft daraufhin zwischen den siebten und achten Platz.
ÍF Fuglafjørður startete mit einem 4:2-Heimsieg gegen EB/Streymur in die Saison und hielt mit Rang zwei die beste Saisonplatzierung inne. In den nächsten Spielen folgten durchwachsene Leistungen. Einzelne Siege wurden zwar noch erzielt, in der Summe standen dem jedoch mehr Niederlagen gegenüber, so dass ÍF bis zum achten Spieltag bis auf den achten Platz durchgereicht wurde. Am elften Spieltag konnte kurzzeitig noch der siebte Platz belegt werden, durch zwei weitere Niederlagen sank die Mannschaft jedoch auf den neunten Platz ab. Bis zum Saisonende sollte kein weiterer Sieg mehr gelingen, so dass nach dem 17. Spieltag der Abstieg feststand, als das Spiel bei GÍ Gøta mit 0:8 verloren wurde und der Rückstand auf den achten Platz somit nicht mehr aufgeholt werden konnte.

## Abschlusstabelle
| Pl. | Verein          | Sp. | S  | U | N  | Tore    | Diff. | Punkte |
| --- | --------------- | --- | -- | - | -- | ------- | ----- | ------ |
| 1.  | GÍ Gøta (M)     | 18  | 14 | 2 | 2  | 059:160 | +43   | 30:60  |
| 2.  | HB Tórshavn     | 18  | 14 | 2 | 2  | 047:140 | +33   | 30:60  |
| 3.  | B71 Sandur (P)  | 18  | 10 | 4 | 4  | 031:120 | +19   | 24:12  |
| 4.  | KÍ Klaksvík     | 18  | 8  | 4 | 6  | 040:260 | +14   | 20:16  |
| 5.  | B68 Toftir      | 18  | 5  | 7 | 6  | 022:300 | −8    | 17:19  |
| 6.  | NSÍ Runavík (N) | 18  | 6  | 3 | 9  | 028:290 | −1    | 15:21  |
| 7.  | B36 Tórshavn    | 18  | 5  | 5 | 8  | 024:340 | −10   | 15:21  |
| 8.  | TB Tvøroyri     | 18  | 6  | 2 | 10 | 032:490 | −17   | 14:22  |
| 9.  | ÍF Fuglafjørður | 18  | 4  | 2 | 12 | 017:440 | −27   | 10:26  |
| 10. | EB/Streymur (N) | 18  | 1  | 3 | 14 | 015:610 | −46   | 05:31  |

Platzierungskriterien: 1. Punkte – 2. Tordifferenz – 3. geschossene Tore

| (M) | Meister des Vorjahrs           |
| (P) | Pokalsieger des Vorjahrs       |
| (N) | Neuaufsteiger aus der 2. Deild |

## Spiele und Ergebnisse
|                 | B36 | B68 | B71 | EB/S | GÍ  | HB  | ÍF     | KÍ  | NSÍ | TB  |
| --------------- | --- | --- | --- | ---- | --- | --- | ------ | --- | --- | --- |
| B36 Tórshavn    |     | 2:3 | 0:2 | 3:1  | 2:5 | 1:3 | 2:1    | 0:4 | 2:0 | 6:0 |
| B68 Toftir      | 0:0 |     | 0:0 | 4:1  | 0:7 | 2:2 | 1:0    | 3:0 | 3:2 | 1:1 |
| B71 Sandur      | 0:0 | 2:0 |     | 5:1  | 1:2 | 1:2 | 3:0    | 2:0 | 1:0 | 4:1 |
| EB/Streymur     | 1:1 | 0:0 | 0:3 |      | 0:1 | 0:3 | 03:3 1 | 2:2 | 2:1 | 0:5 |
| GÍ Gøta         | 2:0 | 5:2 | 1:1 | 9:0  |     | 4:1 | 8:0    | 0:2 | 2:1 | 4:1 |
| HB Tórshavn     | 5:0 | 0:0 | 1:0 | 4:0  | 1:0 |     | 1:0    | 2:1 | 3:0 | 7:0 |
| ÍF Fuglafjørður | 2:2 | 1:0 | 1:1 | 4:2  | 0:2 | 1:7 |        | 1:2 | 3:1 | 1:2 |
| KÍ Klaksvík     | 1:1 | 6:3 | 0:2 | 8:2  | 1:1 | 0:2 | 2:0    |     | 2:2 | 2:1 |
| NSÍ Runavík     | 3:0 | 0:0 | 0:1 | 4:2  | 0:1 | 4:1 | 3:1    | 2:1 |     | 2:2 |
| TB Tvøroyri     | 1:2 | 1:0 | 3:2 | 4:1  | 3:5 | 0:2 | 5:1    | 0:6 | 2:3 |     |

## Torschützenliste
Bei gleicher Anzahl von Treffern sind die Spieler nach dem Nachnamen alphabetisch geordnet.
| Platz | Spieler          | Mannschaft                       | Tore |
| ----- | ---------------- | -------------------------------- | ---- |
| 1     | John Petersen    | GÍ Gøta                          | 21   |
| 2     | Gunnar Mohr      | HB Tórshavn                      | 14   |
| 3     | Eyðun Klakstein  | KÍ Klaksvík                      | 12   |
| 4     | Allan Mørkøre    | B36 Tórshavn (4) KÍ Klaksvík (6) | 10   |
| 5     | Bogi Johannesen  | TB Tvøroyri                      | 09   |
| 5     | Kurt Mørkøre     | KÍ Klaksvík                      | 09   |
| 7     | Djóni N. Joensen | NSÍ Runavík                      | 08   |
| 7     | Sámal Joensen    | GÍ Gøta                          | 08   |
| 9     | Símun Danielsen  | NSÍ Runavík                      | 07   |
| 9     | Pauli Jarnskor   | GÍ Gøta                          | 07   |
| 9     | Jan Allan Müller | HB Tórshavn                      | 07   |
| 9     | Magni Petersen   | TB Tvøroyri                      | 07   |
| 9     | Eyðun Samuelsen  | HB Tórshavn                      | 07   |

## Trainer
| Mannschaft      | Trainer          | Spieltage |
| --------------- | ---------------- | --------- |
| B36 Tórshavn    | Petur Simonsen   | 01–10     |
| B36 Tórshavn    | Páll Guðlaugsson | 11–18     |
| B68 Toftir      | Petur Mohr       | 01–18     |
| B71 Sandur      | Piotr Krakowski  | 01–18     |
| EB/Streymur     | Páll Guðlaugsson | 01–09     |
| EB/Streymur     | Bergur Magnussen | 10–18     |
| GÍ Gøta         | Jóhan Nielsen    | 01–18     |
| HB Tórshavn     | Jóannes Jakobsen | 01–18     |
| ÍF Fuglafjørður | Meinhard Dalbúð  | 01–18     |
| KÍ Klaksvík     | Sverri Jacobsen  | 01–18     |
| NSÍ Runavík     | Petur Simonsen   | 01–18     |
| TB Tvøroyri     | Jacek Burkhardt  | 01–18     |

Insgesamt zwei Teams wechselten Trainer aus. B36 Tórshavn verschlechterte sich nach dem Wechsel um zwei Positionen auf den siebten Platz, bei EB/Streymur hatte der Wechsel keine Auswirkungen auf die Tabellenplatzierung.

## Spielstätten
In Klammern sind bei mehreren aufgeführten Stadien die Anzahl der dort ausgetragenen Spiele angegeben.
| Mannschaft      | Stadion              | Spielort     |
| --------------- | -------------------- | ------------ |
| B36 Tórshavn    | Gundadalur           | Tórshavn     |
| B68 Toftir      | Svangaskarð (8)      | Toftir       |
| B68 Toftir      | Tofta Leikvøllur (1) | Toftir       |
| B71 Sandur      | Inni í Dal           | Sandur       |
| EB/Streymur     | Á Mølini             | Eiði         |
| GÍ Gøta         | Sarpugerði           | Norðragøta   |
| HB Tórshavn     | Gundadalur           | Tórshavn     |
| ÍF Fuglafjørður | Í Fløtugerði         | Fuglafjørður |
| KÍ Klaksvík     | Við Djúpumýrar       | Klaksvík     |
| NSÍ Runavík     | Við Løkin            | Runavík      |
| TB Tvøroyri     | Sevmýri              | Tvøroyri     |

## Schiedsrichter
Folgende Schiedsrichter leiteten die 90 Erstligaspiele:
| Name                    | Stammverein     | Spiele |
| ----------------------- | --------------- | ------ |
| Niklas á Líðarenda      | GÍ Gøta         | 13     |
| Nemus Napoleon Djurhuus | HB Tórshavn     | 10     |
| Jóhan Carl Dam          | HB Tórshavn     | 09     |
| Lassin Isaksen          | KÍ Klaksvík     | 09     |
| Baldvin Baldvinsson     | B36 Tórshavn    | 08     |
| Kim Ejdesgaard          | Fram Tórshavn   | 08     |
| Birgir Sondum           | B36 Tórshavn    | 07     |
| Jónfinn Olsen           | SÍF Sandavágur  | 06     |
| Sune Johansen           | SÍF Sandavágur  | 06     |
| Petur Erhard Kjærbo     | SÍ Sumba        | 05     |
| Egga Jensen             | HB Tórshavn     | 03     |
| Sunleiv Højgaard        | NSÍ Runavík     | 02     |
| Oddmar Andreasen        | HB Tórshavn     | 01     |
| Johan Petur Michelsen   | HB Tórshavn     | 01     |
| Herman Midjord          | ÍF Fuglafjørður | 01     |
| Jógvan Olsen            | B36 Tórshavn    | 01     |

## Die Meistermannschaft
In Klammern sind die Anzahl der Einsätze sowie die dabei erzielten Tore genannt.
| 1. | GÍ Gøta |
|    | Per Dalheim (2/0) \| Poul Ennigarð (13/1) \| Heini Heinason (10/0) \| Magni Jacobsen (7/1) \| Henning Jarnskor (18/5) \| Magni Jarnskor (17/6) \| Pauli Jarnskor (17/7) \| Sámal Joensen (17/8) \| Rúni Justinussen (17/2) \| Símun Petur Justinussen (17/5) \| Jens Martin Knudsen (18/0) \| Petur Páll Mikkelsen (6/0) \| Samson Nesá (1/0) \| Jóan Petur Olsen (16/2) \| John Petersen (18/21) \| Janus Rasmussen (18/0) \| Erland Tvørfoss (1/1) ohne Einsatz: Osbjørn Jacobsen \| Jan Skoradal - Trainer: Jóhan Nielsen |

## Nationaler Pokal
Im Landespokal gewann KÍ Klaksvík mit 2:1 gegen B71 Sandur. Meister GÍ Gøta schied im Viertelfinale mit 3:4 gegen HB Tórshavn aus.

## Europapokal
1994/95 spielte GÍ Gøta als Meister des Vorjahres in der Qualifikation zum UEFA-Pokal gegen Trelleborgs FF (Schweden). Das Hinspiel wurde mit 0:1 verloren, das Rückspiel endete 2:3.
HB Tórshavn spielte ebenfalls in der Qualifikation zum UEFA-Pokal. Das Hinspiel beim FC Motherwell (Schottland) wurde mit 0:3 verloren, das Rückspiel in Tórshavn endete 1:4.
B71 Sandur spielte als Pokalsieger des Vorjahres in der Qualifikation zum Europapokal der Pokalsieger und schied dort gegen HJK Helsinki (Finnland) mit 0:5 und 0:2 aus.